# Dolichopus serratus
Dolichopus serratus är en tvåvingeart som beskrevs av Van Duzee 1921. Dolichopus serratus ingår i släktet Dolichopus och familjen styltflugor. Inga underarter finns listade i Catalogue of Life.